# Općina Krško
Općina Krško (slo.: Občina Krško) je općina u jugoistočnoj Sloveniji u pokrajini Dolenjskoj i statističkoj regiji Donjoposavskoj. Središte općine je grad Krško sa 6.994 stanovnika. 

## Zemljopis
Općina Krško nalazi se u jugoistočnom dijelu Slovenije. Središnji dio općine je ravnica, između rijeka Save i Krke. Na jugu se nalazi planina Gorjanci, a na sjeveru pobrđe Kozjansko i planina Javornik.
U općini vlada umjereno kontinentalna klima. Najvažniji vodotok je rijeka Sava u središnjem dijelu općine, a poslije nje rijeka Krka u južnom dijelu. Svi ostali vodotoci su manji i pritoci su navedenih većih vodotoka.

## Naselja u općini
Anovec, Anže, Apnenik pri Velikem Trnu, Ardro pod Velikim Trnom, Ardro pri Raki, Armeško, Brege, Brestanica, Brezje pri Dovškem, Brezje pri Raki, Brezje pri Senušah, Brezje v Podbočju, Brezovica v Podbočju, Brezovska Gora, Brlog, Brod v Podbočju, Bučerca, Celine, Cesta, Cirje, Črešnjice nad Pijavškim, Čretež pri Krškem, Dalce, Dedni Vrh, Dobrava ob Krki, Dobrava pod Rako, Dobrova, Dol, Dolenja Lepa vas, Dolenja vas pri Krškem, Dolenja vas pri Raki, Dolenji Leskovec, Dolga Raka, Dovško, Drenovec pri Leskovcu, Drnovo, Dunaj, Frluga, Gmajna, Golek, Goli Vrh, Gora, Gorenja Lepa vas, Gorenja vas pri Leskovcu, Gorenje Dole, Gorenji Leskovec, Gorica pri Raztezu, Gorica, Gornje Pijavško, Gradec, Gradišče pri Raki, Gradnje, Gržeča vas, Gunte, Hrastek, Ivandol, Jelenik, Jelše, Jelševec, Kalce, Kalce-Naklo, Kališovec, Kobile, Kočno, Koprivnica, Koritnica, Kostanjek, Kremen, Krško, Kržišče, Leskovec pri Krškem, Libelj, Libna, Loke, Lokve, Lomno, Mali Kamen, Mali Koren, Mali Podlog, Mali Trn, Malo Mraševo, Mikote, Mladje, Mrčna sela, Mrtvice, Nemška Gora, Nemška vas, Nova Gora, Osredek pri Trški Gori, Pesje, Pijana Gora, Planina pri Raki, Planina v Podbočju, Pleterje, Podbočje, Podlipa, Podulce, Površje, Premagovce, Presladol, Pristava ob Krki, Pristava pod Rako, Pristava pri Leskovcu, Prušnja vas, Raka, Ravne pri Zdolah, Ravni, Ravno, Raztez, Reštanj, Rožno, Sela pri Raki, Selce pri Leskovcu, Selo, Senovo, Senožete, Senuše, Slivje, Smečice, Smednik, Spodnja Libna, Spodnje Dule, Spodnje Pijavško, Spodnji Stari Grad, Srednje Arto, Srednje Pijavško, Sremič, Stari Grad v Podbočju, Stari Grad, Stolovnik, Stranje, Straža pri Krškem, Straža pri Raki, Strmo Rebro, Šedem, Šutna, Trška Gora, Velika vas pri Krškem, Veliki Dol, Veliki Kamen, Veliki Podlog, Veliki Trn, Veliko Mraševo, Veniše, Videm, Vihre, Volovnik, Vrbina, Vrh pri Površju, Vrhulje, Zabukovje pri Raki, Zaloke, Zdole, Žabjek v Podbočju, Žadovinek, Ženje

## Vanjske poveznice
- Službena stranica općine